# 沃爾本
沃爾本是瑞士的城鎮，位於該國中西部，由伯恩州負責管轄，面積2.8平方公里，六成土地是農業用地，海拔高度438米，2011年人口2,283，人口密度每平方公里815人。